# جوناثان فالديفيا
جوناثان فالديفيا (بالإسبانية: Jonathan Valdivia)‏ هو لاعب كرة قدم مكسيكي في مركز الوسط، ولد في 1 سبتمبر 1993 في غوادالاخارا في المكسيك. لعب مع نادي نيكاكسا.